# 大岡村 (埼玉県)
大岡村（おおおかむら）は、現在の埼玉県東松山市にかつて存在した村である。比企郡に属していた。現東松山市大岡地区である。

## 地理
熊谷市と隣接している。南に隣接する平野地区以南の地区は熊谷市との繋がりは大変弱く、訪れたことさえない住民が多いが、、大岡地区の住民は東松山駅を中心とした東松山市中心部と熊谷市中心部との距離が大差なく、交通手段もどちらも自家用車、またはバス(国際十王バス）のみであるため、熊谷市を訪れる住民が多い。さらに東松山駅、熊谷駅、吹上駅への自家用車での所要時間が大差ないため、住民は目的地に応じて使用する駅を選択している。これらのことからほかの地区に比べて県北と繋がりがある。
大岡地区活動センターがあり、隣に大岡グランドがある。

## 歴史
- 1889年比企郡大谷村、岡郷、市ノ川村、野田村、東平村が合併し大岡村となる。数ヶ月後、市ノ川村、野田村、東平村が折り合いがつかず、3村離脱、松山町へ編入合併されている。
- 1954年7月1日に比企郡松山町・大岡村・唐子村・高坂村・野本村が合併し、東松山市となる。

### 大谷村

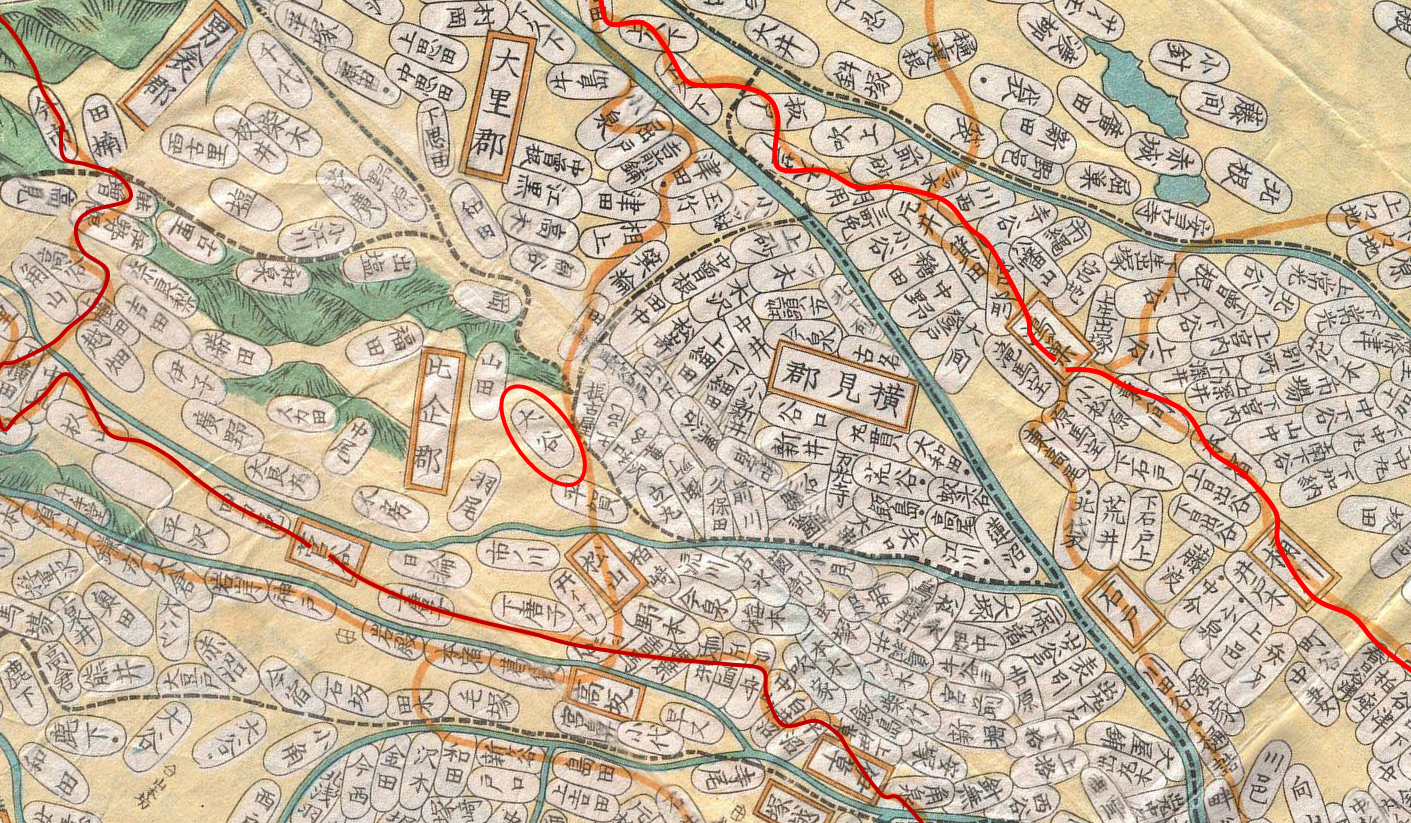

大岡地区の南側は、江戸時代 大谷村という地名であった。
東松山市野本の無量寿寺にある石碑に、大谷吉継の孫、大谷吉刻（よしとき）が江戸時代初期に武蔵国比企郡（現在の東松山市）に来て没したという事が記されている。